# Allium madidum
Allium madidum är en amaryllisväxtart som beskrevs av Sereno Watson. Allium madidum ingår i släktet lökar, och familjen amaryllisväxter. Inga underarter finns listade i Catalogue of Life.